# غار الجريب
غارُ الجُريب  (بالإنجليزية: Follicular antrum)‏ وهوَ جُزء من الجُريب المبيضي مملوء بالسائل الجريبي، وَيَظهر غار الجُريب خِلال عملية النُمو الجُريبي، حَيث يُعتبر من العلامات الأولى التي تَدل على دُخول الجريب في مَرحلة جديدة، حَيث يتحول الجُريب من جريب أولي إلى جُريب ثانوي.

## المَراجع
1. ↑  نموذج تأسيسي في التشريح، QID:Q1406710
2. ↑  المُعجم الطبي،الإصدار الثاني، ترجمة Follicular antrum

## روابط خارِجية
- Histology at KUMC female-female07
- صور تشريحيَّة: Reproductive/mammal/ovary2/ovary2 - علم الأعضاء المقارن في جامعة كاليفورنيا، ديفيس - "Mammal, canine ovary (LM, High)"
- Follicular+antrum في المكتبة الوطنية الأمريكية للطب نظام فهرسة المواضيع الطبية (MeSH).